# Africada dental não-sibilante sonora
A africada dental não sibilante sonora é um tipo de som consonantal, usado em algumas línguas faladas. Os símbolos do Alfabeto Fonético Internacional que representam este som são ⟨d͡ð⟩, ⟨d͜ð⟩, ⟨d̪͡ð⟩ e ⟨d̟͡ð⟩.
O som é um alofone frequente de /ð/.

## Características
- Seu modo de articulação é africada, o que significa que é produzida primeiro interrompendo totalmente o fluxo de ar, depois permitindo o fluxo de ar através de um canal restrito no local de articulação, causando turbulência.
- Seu ponto de articulação é dental, o que significa que é articulado com a ponta ou a lâmina da língua nos dentes superiores, denominados respectivamente apical e laminal.
- Observe que a maioria dos batentes e líquidos descritos como dentais são, na verdade, denti-alveolares.
- Sua fonação é sonora, o que significa que as cordas vocais vibram durante a articulação.
- É uma consoante oral, o que significa que o ar só pode escapar pela boca.
- O mecanismo de fluxo de ar é pulmonar, o que significa que é articulado empurrando o ar apenas com os pulmões e o diafragma, como na maioria dos sons.

## Ocorrência
| Língua   | Língua      | Palavra | AFI       | Significado | Notas                                                                                          |
| -------- | ----------- | ------- | --------- | ----------- | ---------------------------------------------------------------------------------------------- |
| Birmanês | Birmanês    | အညားသ     | [ʔəɲàd̪͡ðá] | Grande      | Comum realização de /ð/.                                                                       |
| Inglês   | Dublin      | they    | [d̪͡ðeɪ̯]    | Eles        | Corresponde a [ð] em outros dialetos; pode ser [d̪] no lugar.                                   |
| Inglês   | Nova Iorque | they    | [d̪͡ðeɪ̯]    | Eles        | Corresponde a [ð] em outros dialetos, pode ser uma oclusiva [d̪] ou uma fricativa [ð] no lugar. |
| Inglês   | Maori       | they    | [d̪͡ðæe̯]    | Eles        | Possível realização de /ð/.                                                                    |